# Cryptus crassulus
Cryptus crassulus är en stekelart som beskrevs av H. Douglas Pratt 1945. Cryptus crassulus ingår i släktet Cryptus och familjen brokparasitsteklar. Inga underarter finns listade i Catalogue of Life.